# Cordula Schuster
Cordula Schuster (* in München) ist eine deutsche Opernsängerin (Sopran).

## Leben
Cordula Schuster studierte Musik und Französisch in ihrer Heimatstadt München. Nach dem Staatsexamen absolvierte sie ihre Gesangsausbildung an der Universität Mozarteum in Salzburg/Österreich bei Heiner Hopfner. 2004 wurde sie Stipendiatin der Gianna Szel Stiftung. 2006 erhielt Cordula Schuster ihr Operndiplom mit Auszeichnung; auch den Studiengang Lied & Oratorium bei Wolfgang Holzmair schloss sie mit Auszeichnung ab. Ihr Studium ergänzte sie durch Meisterkurse u. a. bei Mirella Freni, Robert Holl, Barbara Bonney und Roger Vignoles. Bei Opernproduktionen des Mozarteums machte die Sopranistin mit lyrischen Partien vom Barock bis zur Romantik auf sich aufmerksam, darunter Humperdincks Gretel, Frau Fluth (Die lustigen Weiber von Windsor) sowie Ilia (Idomeneo).
Ihr Operndebüt feierte sie 2006 bei den Salzburger Festspielen als Barmherzigkeit in Mozarts Schuldigkeit des ersten Gebots – inzwischen auf DVD veröffentlicht. Es folgten Engagements am Theater Dortmund als Josepha Vogelhuber (Im weißen Rößl) und am Gasteig als Micaela (Carmen). Als Konzert- und Liedsängerin gastierte sie im Herkulessaal, im Prinzregententheater München, am Teatro Massimo Bellini/Catania und als Liedinterpretin beim Gesangsfestival Ars Vocalis in Zamora/Mexiko.
Seitdem trat sie an folgenden Spielstätten als Solistin auf: Teatro Massimo Bellini in Catania (c-Moll-Messe KV 427 Mozart; Hubert Soudant), Opernhaus Zürich (Erste Adelige Waise / Der Rosenkavalier; Franz Welser-Möst), Staatstheater Darmstadt (Barmherzigkeit / Die Schuldigkeit des ersten Gebots; Martin Lukas Meister), Theater Dortmund (Josepha Vogelhuber / Im weißen Rößl; Ralf Lange), Herkulessaal München (f-Moll-Messe Bruckner; Andreas Hermann), Gasteig München (Micaela / Carmen; Julio Miron), Festspiele Andechs (Messiah Händel, Weihnachtsoratorium Bach; Anton Pfell).
In der Spielzeit 2006/07 war die Sopranistin Mitglied des Opernchors Zürich. Seit 2007 singt sie im Konzertchor des Bayerischen Rundfunks und des Südwestrundfunks Stuttgart. Zu Beginn der Spielzeit 2010/11 wurde Cordula Schuster Mitglied des Chores der Bayerischen Staatsoper München.

## Diskografie
- Wolfgang Amadeus Mozart: Die Schuldigkeit des ersten Gebotes (Deutsche Grammophon 000440 073 4253 4), DVD